# Тетеренко Юрій Ігорович
Ю́рій І́горович Тетере́нко (нар. 22 січня 1997, м. Луцьк) — український футболіст, півзахисник футбольного клубу «Таврія».

## Життєпис

### Ранні роки
Вихованець луцьких ДЮСШ-2 «Україна» та «Волинь», у якій займався разом з Олександром Чепелюком, Юрієм Романюком та Артемом Дудіком у тренера Миколи Кльоца. Із 2010 по 2014 рік провів у першості та чемпіонаті ДЮФЛ 62 матчі, забивши 6 голів.

### Клубна кар'єра
24 липня 2013 року дебютував у юнацькій (U-19) команді «хрестоносців» у домашньому поєдинку з одеським «Чорноморцем». За молодіжну (U-21) команду дебютував 25 липня 2014 року у виїзному матчі проти маріупольського «Іллічівця».
13 серпня 2016 року дебютував у Прем'єр-лізі в домашній грі проти кропивницької «Зірки», замінивши на 73-й хвилині Сергія Петрова.
У серпні 2018 року він став гравцем литовського клубу «Атлантас».

## Статистика
Статистичні дані наведено станом на 10 грудня 2016 року
| Клуб     | Ліга         | Сезон   | Чемпіонат | Чемпіонат | Кубок | Кубок | U-21 | U-21 |
| Клуб     | Ліга         | Сезон   | Ігри      | Голи      | Ігри  | Голи  | Ігри | Голи |
| -------- | ------------ | ------- | --------- | --------- | ----- | ----- | ---- | ---- |
| «Волинь» | Прем'єр-ліга | 2014/15 |           |           |       |       | 8    | 1    |
| «Волинь» | Прем'єр-ліга | 2015/16 |           |           |       |       | 17   | 0    |
| «Волинь» | Прем'єр-ліга | 2016/17 | 6         | 0         |       |       | 14   | 1    |